# Брызгуны
Брызгуны (лат. Toxotes) — род лучепёрых рыб монотипического семейства Toxotidae отряда окунеобразных, отличающихся способностью брызгать водой на сушу или в воздух с целью сбить и впоследствии съесть насекомых, которыми они питаются.

## Распространение и внешний вид
Представители этого рода распространены в Индии, Австралии, Полинезии, на Филиппинах и Таиланде. Обитают в пресной (в основном стоячей) воде, в малых водоёмах, в манграх, могут заходить в открытое море в местах, где его воды опреснены реками.
Рыбы этого рода имеют вплюснутое с боков тело и слегка выдающуюся вперёд нижнюю челюсть. Размер обычно небольшой, 5—10 см.

## Охота
Рыбы-брызгуны отличаются меткостью, практически всегда поражая «плевком» воды свою цель. Длина «выстрела» составляет 1—2 метра в зависимости от размера рыбы (чем больше, тем дальше). Способность брызгать рыба приобретает, когда достигает длины всего в 2,5 см. Для стрельбы водой брызгун замирает у поверхности воды прямо под жертвой вверх головой и резким движением жаберных крышек направляет воду по продольной бороздке на нёбе тонкой струйкой или отдельными каплями, в зависимости от положения подвижного кончика языка. Объём «выстреленной» воды зависит от размеров жертвы и может повторяться многократно. Брызгун может и выпрыгнуть из воды, чтобы поймать жертву, если та находится невысоко над водой, но стрельба водой менее энергозатратна. Эта рыба плавает небольшими косяками, поэтому стремительно ловит упавшую в воду жертву, чтобы опередить сородичей. 90 % пищи брызгун находит в воде подобно другим рыбам, а когда этого не хватает, «палит» во всё, что напоминает добычу. Согласно исследованию 2016 года, брызгуны обладают хорошей памятью (способны даже запоминать лица), что помогает им в охоте.

## Размножение
Откладывают 20000—150 000 икринок. Достигают половой зрелости в 1—2 года.

## Виды
В составе рода выделяют 10 видов
- Toxotes blythii
- Toxotes chatareus — Пятнистый брызгун[1]
- Toxotes jaculatrix — Полосатый брызгун
- Toxotes kimberleyensis
- Toxotes lorentzi
- Toxotes microlepis
- Toxotes oligolepis
- Toxotes mekongensis Kottelat & Tan, 2018
- Toxotes siamensis Kottelat & Tan, 2018
- Toxotes sundaicus  Kottelat & Tan, 2018